# فرودگاه بین‌المللی گریگوریو لوپرون
فرودگاه بین‌المللی گریگوریو لوپرون (به انگلیسی: Gregorio Luperón International Airport) (به زبان بومی: Aeropuerto Internacional Gregorio Luperón) یک فرودگاه همگانی و نظامی مسافربری با کد یاتا POP است که یک باند فرود آسفالت دارد و طول باند آن ۳۰۸۱ متر است. این فرودگاه در کشور جمهوری دومینیکن قرار دارد و در ارتفاع ۵ متری از سطح دریا واقع شده‌است.

## شرکت‌های هواپیمایی و مقصدهای پروازی

### مسافری
| شرکت‌های هواپیمایی                      | مقصدهای پروازی |
| -------------------------------------- | --- |
| ایر کانادا                             | فصلی: هلفکس استانفیلد، مک‌دونالد-کارتیر اتاوا (آغاز از ۲۱ دسامبر ۲۰۱۷)                                                                   |
| ایر کانادا روژ                         | مونترآل-پییر الیوت ترودو، پیرسون تورنتو                                                                                                 |
| Air Century                            | چارتر: سیباو |
| Air Transat                            | مونترآل-پییر الیوت ترودو، پیرسون تورنتو فصلی: فردریکتون، هلفکس استانفیلد، جان سی. منرو همیلتن، مک‌دونالد-کارتیر اتاوا، ژان لوساژ شهر کبک |
| امریکن ایرلاینز                        | میامی فصلی: شارلوت داگلاس |
| کوندور فلوگدینست                       | فرانکفورت فصلی: مونیخ |
| دومینیکن وینگز                         | چارتر: پیارکو، لا امریکاس |
| یورو وینگز اجرا توسط سان‌اکسپرس دویچلند | کلن بن فصلی: مونیخ (آغاز از ۱۹ ژوئیه ۲۰۱۸)                                                                                              |
| فن‌ایر                                  | فصلی: هلسینکی |
| اینترکارابین ایرویز                    | پراویدنشیالز |
| جت‌بلو                                  | جان اف کندی فصلی: لوگان |
| نوردویند ایرلاینز                      | چارتر: شرمتیوو |
| پاوا دومینیکانا                        | چارتر: لا امریکاس |
| سان‌وینگ ایرلاینز                       | مونترآل-پییر الیوت ترودو، پیرسون تورنتو فصلی: شارلوت‌تاون                                                                                |
| Thomson Airways                        | فصلی: گاتویک، منچستر (پایان در ۲۹ اکتبر ۲۰۱۷)                                                                                           |
| تی‌یوآی ایرلاینز نیدرلندز               | چارتر فصلی: اسخیپول آمستردام |
| تی‌یوآی‌فلای نوردیک                      | چارتر فصلی: کپنهاگ، گوتنبرگ-لاندوتر، استکهلم-آرلاندا                                                                                    |
| یونایتد ایرلاینز                       | لیبرتی نیوآرک |
| وست جت                                 | پیرسون تورنتو |
| ایکس‌ال ایرویز فرانسه                   | چارتر فصلی: شارل دوگل پاریس |

### باری

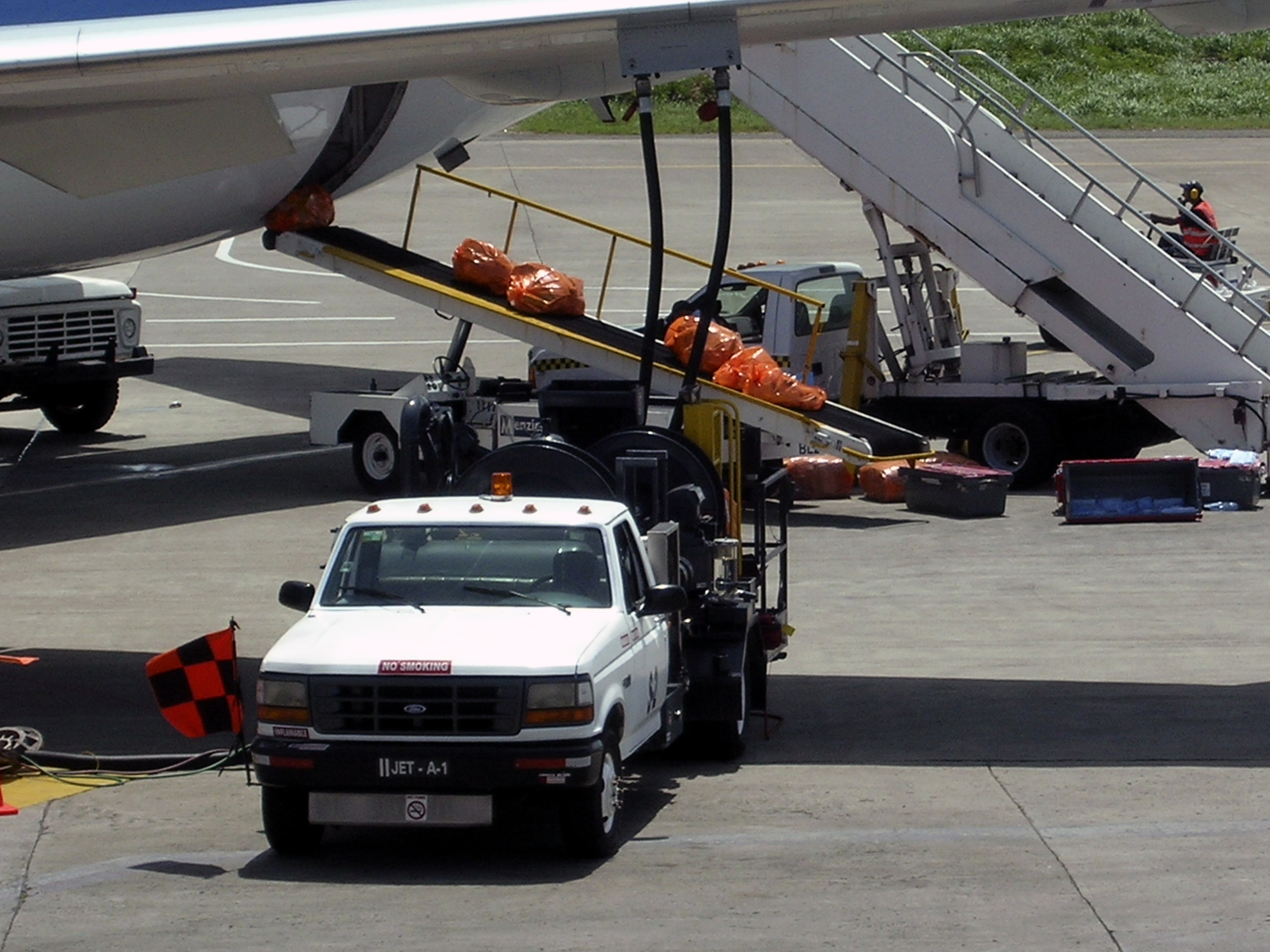
Puerto Plata ground crew attending to a flight.

| شرکت‌های هواپیمایی | مقصدهای پروازی    |
| ----------------- | ----------------- |
| Amerijet          | میامی، سیباو      |
| دی‌اچ‌ال اوییشن     | سیباو، لا امریکاس |
| IBC Airways       | میامی             |